# Paradejeania xenisma
Paradejeania xenisma är en tvåvingeart som beskrevs av Norman E. Woodley 1993. Paradejeania xenisma ingår i släktet Paradejeania och familjen parasitflugor.
Artens utbredningsområde är Dominikanska republiken. Inga underarter finns listade i Catalogue of Life.